# Karl van der Strass
Karl Anton Maria rytíř van der Strass von Hohenstraeten (5. května 1817 Nový Jičín – 29. května 1880 Brno) byl moravský právník, advokát a v letech 1876 až 1880 starosta města Brna.

## Právnická kariéra
Narodil se jako syn vojenského lékaře, rodina pocházela původně z Nizozemí a nesla jméno Strass van der Hohenstraeten. Vystudoval práva na Karlo-Ferdinandově univerzitě v Praze a stal se moravsko-slezským agentem, později moravsko-slezským zemským advokátem a notářem v Bílsku. Roku 1855 byl jmenován advokátem v Novém Jičíně a roku 1860 v Brně. Byl funkcionářem Moravské advokátní komory, psal odborné články. V roce 1873 byl zvolen do funkce soudce Státního soudu, který však nikdy nezačal fungovat.

## Politická činnost
Roku 1848 byl zvolen poslancem Slezského zemského sněmu a také Frankfurtského parlamentu, kde zastával velkorakouské stanovisko. Od obnovy parlamentního života v roce 1861 byl také poslancem Říšské rady ve Vídni a Moravského zemského sněmu. Od 12. března 1876 byl brněnským starostou.
Politicky se řadil k německým liberálům (tzv. Ústavní strana). V roce 1878 zastával funkci předsedy zemského volebního výboru Ústavní strany na Moravě. V říjnu 1879 byl zmiňován na Říšské radě coby člen mladoněmeckého Klubu sjednocené Pokrokové strany (Club der vereinigten Fortschrittspartei).
Roku 1873 obdržel řád Železné koruny III. třídy a roku 1875 byl povýšen do rytířského stavu.
Zemřel 29. května 1880, pohřben byl o tři dny později na Ústředním hřbitově v Brně.